# ديفي (فلوريدا)

موقع ديفي، فلوريدا

ديفي هي مدينة في ولاية فلوريدا في الولايات المتحدة الأمريكية. ويبلغ عدد سكانها 90000 نسمة

## التركيبة السكانية
حدّد مكتب تعداد الولايات المتحدة بيانات التركيبة السكانية لديفي في تعداد الولايات المتحدة. في ما يلي، التركيبة السكانية حسب تعدادي 2000 و2010.

### تعداد عام 2000
بلغ عدد سكان ديفي 75,720 نسمة بحسب تعداد عام 2000، وبلغ عدد الأسر 28,682 أسرة وعدد العائلات 19,774 عائلة مقيمة في البلدة. في حين سجلت الكثافة السكانية 817.1 نسمة لكل كيلومتر مربع (2,116.3/ميل2). وبلغ عدد الوحدات السكنية 31,284 وحدة بمتوسط كثافة قدره 337.6 لكل كيلومتر مربع (874.4/ميل2).
وتوزع التركيب العرقي للبلدة بنسبة 87.05% من البيض و4.56% من الأمريكيين الأفارقة و0.25% من الأمريكيين الأصليين و2.79% من الأمريكيين ذوي الأصول الآسيوية و0.04% من سكان جزر المحيط الهادئ و2.86% من الأعراق الأخرى و2.45% من عرقين مختلطين أو أكثر و18.85% من الهسبانيون أو اللاتينيون من أي عرق.
بلغ عدد الأسر 28,682 أسرة كانت نسبة 39.4% منها لديها أطفال تحت سن الثامنة عشر تعيش معهم، وبلغت نسبة الأزواج القاطنين مع بعضهم البعض 51.8% من أصل المجموع الكلي للأسر، ونسبة 12.6% من الأسر كان لديها معيلات من الإناث دون وجود شريك، بينما كانت نسبة 4.6% من الأسر لديها معيلون من الذكور دون وجود شريكة وكانت نسبة 31.1% من غير العائلات. تألفت نسبة 22.3% من أصل جميع الأسر من عدة أفراد يعيشون في نفس المنزل ونسبة 6.3% كانت تتألف من شخص يعيش بمفرده يبلغ من العمر 65 عاماً أو أكثر. وبلغ متوسط حجم الأسرة المعيشية 2.64، أما متوسط حجم العائلات فبلغ 3.13.
بلغ العمر الوسطي للسكان 35.5 عاماً. وكانت نسبة 26.4% من القاطنين تحت سن الثامنة عشر، وكانت نسبة 8.2% بين الثامنة عشر والرابعة والعشرين عاماً، ونسبة 33.4% كانت واقعةً في الفئة العمرية ما بين الخامسة والعشرين والرابعة والأربعين عاماً، ونسبة 22.6% كانت ما بين الخامسة والأربعين والرابعة والستين، ونسبة 9.3% كانت ضمن فئة الخامسة والستين عاماً فما فوق. يوجد لكل 100 أنثى 95.3 ذكر، ويوجد لكل 100 أنثى في الثامنة عشر من عمرها فما فوق 91.5 ذكر.
بلغ متوسط دخل الأسرة في البلدة 81,280 دولارًا، أما متوسط دخل العائلة فبلغ 83,081 دولارًا. وكان متوسط دخل الذكور 52,917 دولارًا مقابل 50,278 دولارًا للإناث. وسجل دخل الفرد الخاص بالبلدة 26,352 دولارًا. وكانت نسبة 4.6% من العائلات ونسبة 4.1% من السكان تحت خط الفقر، وكان من هؤلاء نسبة 5.8% تحت سن الثامنة عشر ونسبة 0% في الخامسة والستين من العمر وما فوق.

### تعداد عام 2010
بلغ عدد سكان ديفي 91,992 نسمة بحسب تعداد عام 2010، وبلغ عدد الأسر 34,315 أسرة وعدد العائلات 23,584 عائلة مقيمة في البلدة. في حين سجلت الكثافة السكانية 992.7 نسمة لكل كيلومتر مربع (2,571.1/ميل2). وبلغ عدد الوحدات السكنية 37,306 وحدة بمتوسط كثافة قدره 402.6 لكل كيلومتر مربع (1,042.7/ميل2).
وتوزع التركيب العرقي للبلدة بنسبة 80.09% من البيض و8.05% من الأمريكيين الأفارقة و0.35% من الأمريكيين الأصليين و4.57% من الأمريكيين ذوي الأصول الآسيوية و0.06% من سكان جزر المحيط الهادئ و3.79% من الأعراق الأخرى و3.10% من عرقين مختلطين أو أكثر و29.14% من الهسبانيون أو اللاتينيون من أي عرق.
بلغ عدد الأسر 34,315 أسرة كانت نسبة 36.5% منها لديها أطفال تحت سن الثامنة عشر تعيش معهم، وبلغت نسبة الأزواج القاطنين مع بعضهم البعض 48.5% من أصل المجموع الكلي للأسر، ونسبة 14.6% من الأسر كان لديها معيلات من الإناث دون وجود شريك، بينما كانت نسبة 5.6% من الأسر لديها معيلون من الذكور دون وجود شريكة وكانت نسبة 31.3% من غير العائلات. تألفت نسبة 23% من أصل جميع الأسر من عدة أفراد يعيشون في نفس المنزل ونسبة 7.3% كانت تتألف من شخص يعيش بمفرده يبلغ من العمر 65 عاماً أو أكثر. وبلغ متوسط حجم الأسرة المعيشية 2.64، أما متوسط حجم العائلات فبلغ 3.14.
بلغ العمر الوسطي للسكان 37.5 عاماً. وكانت نسبة 23.4% من القاطنين تحت سن الثامنة عشر، وكانت نسبة 10.4% بين الثامنة عشر والرابعة والعشرين عاماً، ونسبة 27.1% كانت واقعةً في الفئة العمرية ما بين الخامسة والعشرين والرابعة والأربعين عاماً، ونسبة 28.5% كانت ما بين الخامسة والأربعين والرابعة والستين، ونسبة 10.6% كانت ضمن فئة الخامسة والستين عاماً فما فوق. وتوزع التركيب الجنسي للسكان بنسبة 48.4% ذكور و51.6% إناث.

## أعلام
- كالفين ريزيند
- براندون دوغاتي
- جون فيليسيانو
- نيكولاس كاستيلانوس
- ستيفان جيروم